# Rapalloonia

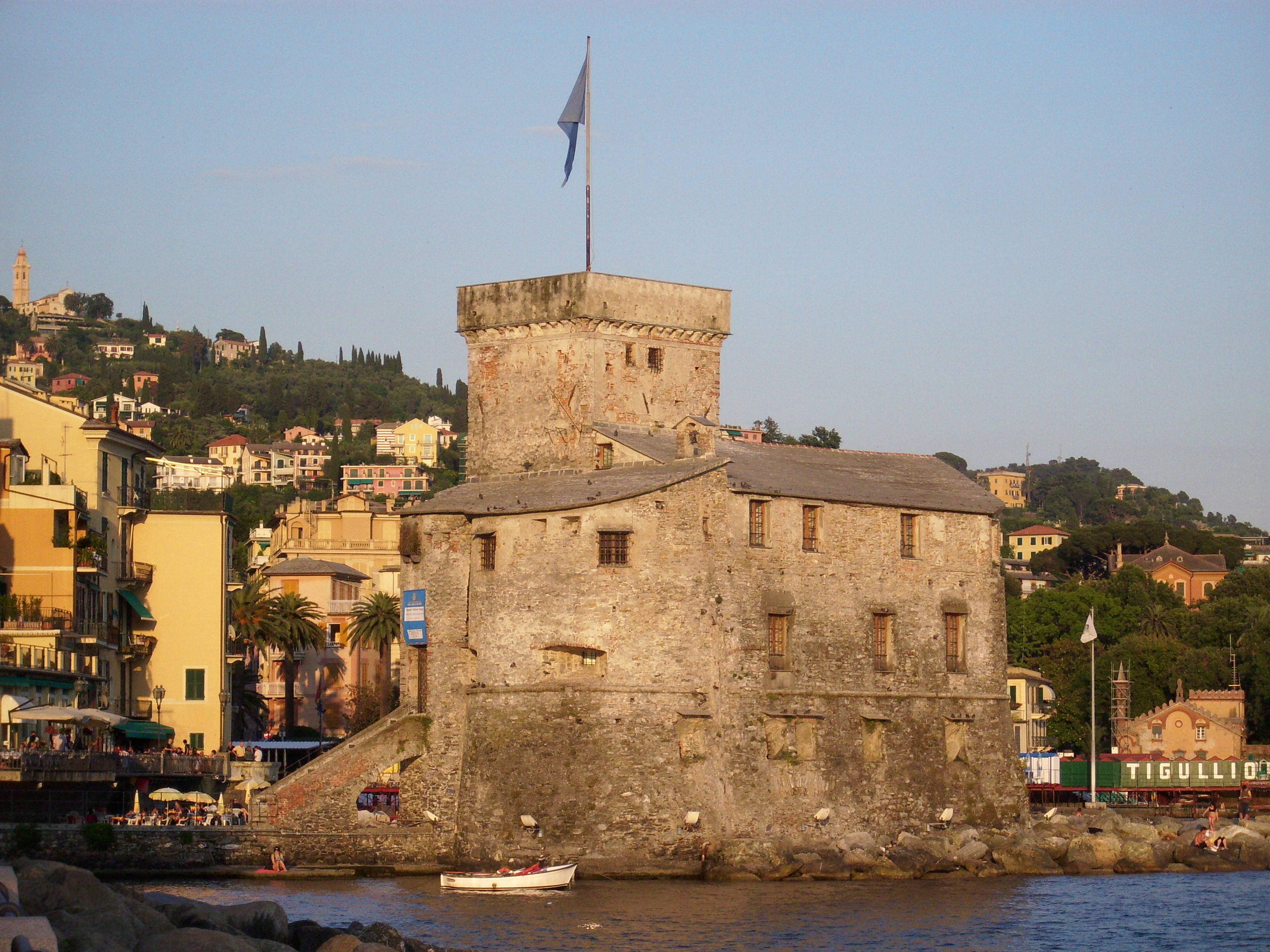
Château de Rapallo.

 (octobre 2024).
L'Exposition internationale des dessinateurs de bande dessinée, connue sous le nom de Rapalloonia, est un festival annuel de bande dessinée qui se tient à Rapallo, en Ligurie, en Italie.
Fondée en 1972, Rapalloonia est l'une des plus anciennes expositions italiennes consacrées à la bande dessinée. Conçue dans le but de vulgariser et d’accroître la portée publique du travail des auteurs de bandes dessinées, elle fut la première exposition du genre à présenter des œuvres originales. C'est l'un des rares festivals de bande dessinée à avoir été fondé et toujours dirigé par des auteurs professionnels du secteur : Carlo Chendi, Luciano Bottaro et Giorgio Rebuffi. Parmi les autres collaborateurs de cette exposition figurent le restaurateur Fausto Oneto, le directeur artistique Giovanni Nahmias et le président de l'association Daniele Busnelli. Depuis 1993, le festival décerne le Prix U Giancu, décerné à une sélection de créateurs de bande dessinée reconnus.
Au cours de son histoire, Rapalloonia ne s'est pas seulement déroulé à Rapallo, mais a voyagé au fil des années et collaboré avec d'autres festivals de bande dessinée. L'exposition a été déplacée deux fois sur le site de Lucca Comics and Games et a collaboré avec Strisce d'Africa (« Bandes dessinées d'Afrique »), consacrée aux histoires de dessins animés européens et américains se déroulant en Afrique ainsi qu'à celles créées par des auteurs autochtones. Le festival a également collaboré à Venise avec Venezia nel Fumetto (« Venise dans la bande dessinée »).
Pour chaque exposition, Rapalloonia produit des catalogues/publications monographiques basés sur un thème qui change chaque année. Les catalogues font entre 70 et 120 pages, avec de grandes pages, soit en couleur, soit en noir et blanc.

## Associazione Culturale Rapalloonia
L'Associazione Culturale Rapalloonia est une association culturelle dont l'objectif est la promotion de la bande dessinée, des dessins animés et des formes d'art connexes, à travers divers canaux culturels et informatifs. Le nom et les armoiries originales de Rapalloonia ont été conçus par le musicien et acteur Luigi Maio. Carlo Chendi, l'un des fondateurs de l'association, est devenu président d'honneur en 2014, succédé à la présidence par Davide Caci. Rapalloonia travaille avec des partenaires pour promouvoir la bande dessinée comme forme d’expression et moyen de communication. Certaines de ces organisations à but non lucratif comprennent la commune de Rapallo, la région Ligurie, la province de Gênes et l'UNICEF[réf. nécessaire].
L'Exposition internationale des dessinateurs de bande dessinée fut fondée par Carlo Chendi (1933-2021), dessinateur italien et scénariste de Disney Italy, et les dessinateurs Luciano Bottaro (1931-2006) et Giorgio Rebuffi (1928-2014), fondateurs du Studio Bierreci. L'évènement est à l'origine destiné à deux publics principaux : les dessinateurs et les lecteurs. L’objectif du festival est de montrer comment naît une page de bande dessinée, en éclairant les processus par lesquels les images sont dessinées à la main avant d’être photographiées et réduites, prêtes à être imprimées. La première exposition, en 1972, présente le travail de dessinateurs de huit pays différents. Comme pour l’exposition de 1973, aucun thème particulier n’est retenu pour l’exposition.
L'exposition de 1974 se consacre toutefois au thème des femmes dans la bande dessinée, à la fois comme personnages principaux et comme auteurs. La démonstration connaît un énorme succès et attire l’attention des médias de masse. Les invitées spéciales Oriana Fallaci et Natalia Aspesi en écrivent des articles dans leurs journaux respectifs, et la RAI (la société publique de radiodiffusion nationale italienne) consacre l'exposition dans un programme à la télévision nationale[réf. nécessaire].
Les expositions ultérieures se poursuivent de la même manière, avec différents thèmes choisis pour l'exposition. L'une est consacrée au Corriere dei Piccoli ; deux aux maisons d'édition (Edizioni Alpe et Edizioni Bianconi), deux à Chistophe Colomb ; trois aux écoles de bande dessinée : la Connecticut School (Mort Walker, Dik Browne et bien d'autres) et aux écoles italiennes Strisce di Terra (« Bandes de terre ») et Strisce di Mare (« Bandes de mer ») ; une aux héros de bande dessinée du monde occidental ; une à la satire ; une au thème de Noël, réalisée à Milan et Rapallo, liée à la collecte de fonds pour l'association caritative Francesca Rava NPH qui aide les enfants d'Haïti et d'autres pays des Caraïbes ; cinq consacrées à des personnages célèbres : Martin Mystère, Ken Parker, Fantomiald, Julia et Dylan Dog ; deux à la mer : Nuvole d'acqua salata (« Nuages d'eau salée ») et Mare a strisce (« Mer de bandes dessinées ») ; une à Magie e Incantesimi (« Sorts et enchantements ») ; une à W.I.T.C.H. ; et une autre à la musique, avec le titre Note a fumetti (« de la musique aux bandes dessinées »). Enfin, six expositions sont consacrées à différents auteurs : Luciano Bottaro, Ivo Milazzo, Silver, Ro Marcenaro et Carl Barks. Pour la première fois, un festival est consacré à Idee e Creatività (« idées et créativité »), pour démontrer que sans idée, sans histoire et sans scénario, les dessins animés ne peuvent exister : les quatre auteurs célébrés sont Tiziano Sclavi, Giancarlo Berardi, Carlo Chendi et François Corteggiani.
L'édition 2022 célèbre le 50e anniversaire de Rapalloonia. L'édition 2023, qui se tient du 30 septembre au 8 octobre 2023, célèbre les 30 ans du Prix U Giancu.

### Éditions
Les expositions au fil des années ont des thèmes différents. Voici les éditions les plus appréciées et les plus mémorables :

#### 2005
La 33e édition de Rappoloonia est consacrée à Carl Barks : parmi les invités internationaux figuraient le Carl Barks Fan Club et Don Rosa, l'héritier reconnu parmi les fans de Barks.

#### 2006
La 34e édition a lieu en novembre 2006 et a pour thème les Écoles de Bande Dessinée, à laquelle ont participé les principales écoles de bande dessinée italiennes et étrangères.

#### 2010
La 38e édition, qui se tient du 25 septembre au 10 octobre 2010, était consacrée aux femmes dans la bande dessinée[réf. nécessaire]. L'accent était mis sur la criminologue fictive Julia Kendall, créée par Giancarlo Berardi, créateur du célèbre Ken Parker. Julia, qui ressemble esthétiquement à Audrey Hepburn, vit et travaille à Garden City, une métropole américaine fictive. Elle est professeur de criminologie à l’Université Hollyhock, mais aide souvent la police dans les enquêtes qui nécessitent son expertise. Étant donné l’importance du thème, un débat sur les droits des femmes a été organisé, incluant la question du harcèlement. Pour la première fois, le prix Rapalloonia a été décerné à une personne extérieure au monde de la bande dessinée : Alessandra Bucci, commissaire adjointe de la police d'État et chef de la préfecture de police des homicides de Gênes, pour sa vie parallèle avec Julia.

#### 2011
La 39e édition, qui se tient du 1er au 16 octobre 2011, est marquée par un triste événement : le décès de Sergio Bonelli peu avant l'exposition. Bonelli était le rédacteur en chef de Dylan Dog et Tex Willer à partir de 1986, créé à l'origine par son père, Gian Luigi Bonelli. Cette édition rend également hommage à Sergio Cofferati, ancien secrétaire de la CGIL et actuel député européen, avec une contribution à sa littérature. L'exposition se conclut par une revue de presse en l'honneur de Bonelli, et est intitulée Happy Birthday, Dylan Dog, d'après le personnage principal de la bande dessinée d'horreur Dylan Dog. Créées par l'écrivain Tiziano Sclavi et inspirées par l'acteur Rupert Everett, les histoires de Dylan Dog se déroulent à Londres, où il vit au 7 Craven Road[réf. nécessaire].
Au cours de sa carrière, Bonelli hérite de Tex de son père, lance Dylan Dog et crée deux personnages : Zagor et Mister No. Zagor est similaire à Tarzan, avec des éléments tels que l'Ouest, des forêts mystérieuses, des Indiens et la nature sauvage ; tandis que Mister No partage les traits de Bonelli en tant que voyageur passionné et rêveur, un Yankee qui a dit non à la guerre et au progrès, se rangeant du côté des faibles[réf. nécessaire].

#### 2012
La 40e édition, qui se tient du 10 au 25 novembre 2012, est l’une des plus marquantes. Malgré une alerte météorologique, la journée d'ouverture a eu lieu au Théâtre Auditorium delle Clarisse, avec une présentation spéciale de Rudy Zerbi et Luigi Maio, et la projection d'un documentaire de Giancarlo Sordi en mémoire de Sergio Bonelli, décédé un an plus tôt. Le documentaire s'intitule Come Tex nessuno mai (« plus jamais personne comme Tex »). L’importance de cette édition ne s’arrête pas là. Elle marque le 40e anniversaire de l'exposition avec des expositions de dessins originaux et de bandes dessinées classiques de la première édition. Elle célèbre également les 20 ans de l'union entre les dessins animés et la cuisine du restaurateur Fausto Oneto (U Giancu), les 30 ans de Martin Mystère, le « détective de l'impossible » créé par Alfredo Castelli, et les 60 ans de la carrière de Carlo Chendi et de ses œuvres reprenant les personnages Mickey Mouse, Donald Duck et Pepito. Lors de l'exposition, une annonce importante est faite : la ville décide d'honorer la mémoire de Chendi en nommant une rue ou une place du nom de Walt Disney. Les dessins animés deviennet ainsi partie intégrante de la toponymie de Rapallo, et le château de Rapallo est rebaptisé Paperopoli (de papere, canard en italien) . Cette édition de l'exposition est judicieusement baptisée édition Célébration du dessinateur.
De plus, le 30 novembre est un jour spécial : Carlo Chendi y travaille comme professeur pendant une journée. L’exposition et les enseignants de l’École de Dessins Animés de Chiavari collaborent sur un projet dans les écoles secondaires locales, où les élèves sont jumelés à certains des artistes les plus populaires d'Italie pour expliquer comment une histoire de bande dessinée est créée, de son idée initiale à sa publication. Egle Bartolini, la créatrice de Titti et Silvestro, y participe par exemple. Tous ces événements ont pour but de perpétuer la tradition de Rapallo, considérée comme la capitale du dessin animé[réf. nécessaire].

#### 2014
La 42e édition, qui se tient du 27 septembre au 19 octobre 2014, est baptisée Sportoonia et est consacrée au sport. Le thème principal est la relation entre l’art et le sport, ce qui n'est pas un choix aléatoire, puisque Rapallo était la Ville européenne du sport cette année-là[réf. nécessaire]. Les activités sportives font par ailleurs partie intégrante des bandes dessinées comme de la vie quotidienne. Pour la première fois, l'exposition comprend des mangas, puisque les dessins animés japonais mettent en avant des thèmes sportifs, illustrés par des titres tels que Holly et Benji et Mila et Shiro.

#### 2017
L'édition 2017, qui se déroule du 30 septembre au 8 octobre, réunit des invités tels qu'Alessandro Bilotta, Giuseppe Camuncoli, Mirka Andolfo, Corrado Mastantuono, Carmine Di Giandomenico, Enrico Marini et Riccardo Burchielli.

#### 2022
La pandémie de COVID-19 empêche Rapalloonia d'avoir lieu en 2019, 2020 et 2021 ; le festival revient en 2022 (du 1er au 9 octobre) pour célébrer son 50e anniversaire, sous le nom de « Un monde de bandes dessinées – L'incroyable aventure du groupe Bierrecì ».

#### 2024
L'édition 2024, intitulée « Carl Barks : retour à Rapallo », est dédiée au maître des canards, et accueille notamment de nouveau Don Rosa, ce qui attire un grand nombre de fans italien à visiter l'exposition.

## Prix U Giancu
La remise annuelle du Prix U Giancu est étroitement liée à l'Exposition internationale des dessinateurs de presse, ayant lieu le même jour que l'ouverture de l'exposition, mais dans un lieu différent (le restaurant U Giancu). Dessinateurs, auteurs, comédiens, éditeurs, acteurs et fans se réunissent pour un grand dîner à U Giancu, restautant qui ressemble à un musée du dessin animé. Chaque année, ils mangent, boivent, rient, dessinent et discutent jusque tard dans la nuit, célébrant le Prix U Giancu.
Le Prix U Giancu est créé à l'automne 1992. Le nom « U Giancu » vient du restaurant où plusieurs personnes s'étaient réunies un soir : Fausto Oneto, le propriétaire du restaurant U Giancu ; sa femme ; le créateur de bandes dessinées italien Luciano Bottaro ; l'ami de Bottaro, Piero Campana, qui avait historiquement aidé à la création du restaurant ; et Claudio Bertieri. Lors de cette rencontre, Bertieri propose l'idée de rendre hommage à leur ami commun, le dessinateur Antonio Canale, décédé quelques mois plus tôt. Ils contactent Emanuele Luzzati, un animateur et illustrateur italien, et lui demandent de créer une petite statue, destinée à devenir le symbole du prix : Luzzati crée La Pulcinella Blanche (le terme « U Giancu » signifiant « le blanc » en dialecte génois.) Pour compléter l'œuvre, Oneto décide de faire placer la statue dans une boîte en bois d'olivier.
Au début, le prix est attribué uniquement à un artiste de style réaliste/d'aventure et à un artiste humoristique : les premiers lauréats sont Aurelio Galleppini et Francesco Tullio Altan. À son retour à Rapallo en 1996, Chendi demande à Oneto d'associer le Prix à l'exposition, de déplacer le dîner des célèbres dessinateurs du mercredi au samedi et de décerner également un prix à un scénariste. Ainsi, en 1996, le premier écrivain à remporter le prix est Sergio Bonelli pour ses histoires de Zagor, Mister No et Tex Willer. Ainsi, de 1996 à 2014, le prix U Giancu est décerné chaque année à trois personnes : un dessinateur de bande dessinée, un écrivain et un dessinateur de bande dessinée réaliste/d’aventure.
Des prix spéciaux U Giancu sont décernés en 2005 (à Umberto Virri), 2006 (à Paul Karasik), 2007 (à Maurizio Mantero et Valentina De Poli), 2008 (à Stefano Goria ), 2009 (à Roberto Genovesi ) et 2012 (à Alfredo Castelli).
En 2015, le prix U Giancu est révisé pour refléter quatre catégories : écrivain, humoriste, carrière exceptionnelle et talent italien prometteur (ce dernier étant connu sous le nom de prix PaChenTo).
Aucun prix U Giancu n'est décerné en 2019, 2020 ou 2021.
Le festival Rapalloonia 2023 voit la célébration des 30 ans du Prix U Giancu.

### Lauréats du Prix U Giancu
| Année | Auteur               | Artiste réaliste/d'aventure | Artiste humortistique  |
| ----- | -------------------- | --------------------------- | ---------------------- |
| 1993  | Inconnu              | Aurelio Galleppini          | Francesco Tullio Altan |
| 1994  | Inconnu              | Hugo Pratt                  | Guillermo Mordillo     |
| 1995  | Inconnu              | Milo Manara                 | Luciano Bottaro        |
| 1996  | Sergio Bonelli       | Jean Giraud                 | Benito Jacovitti       |
| 1997  | Giancarlo Berardi    | Paolo Eleuteri Serpieri     | Quino                  |
| 1998  | Alfredo Castelli     | Hermann Huppen              | Silver                 |
| 1999  | François Corteggiani | Ivo Milazzo                 | Giorgio Cavazzano      |
| 2000  | Tiziano Sclavi       | Vittorio Giardino           | Silvia Ziche           |
| 2001  | Carlo Chendi         | Sergio Toppi                | Leonardo Ortolani      |
| 2002  | Claudio Nizzi        | Giancarlo Alessandrini      | Corrado Mastantuono    |
| 2003  | Tito Faraci          | Angelo Stano                | Ro Marcenaro           |
| 2004  | Francesco Artibani   | Alfonso Font                | Sergio Staino          |
| 2005  | Mauro Boselli        | Carlo Ambrosini             | Don Rosa               |
| 2006  | Maurizio Nichetti    | Fabio Celoni                | Enrico Macchiavello    |
| 2007  | Mario Gomboli        | Giorgio Trevisan            | Massimo Bonfatti       |
| 2008  | Gianfranco Manfredi  | Laura Zuccheri              | Donald Soffritti       |
| 2009  | Paola Barbato        | Lorenzo Mattotti            | Roberto Santillo       |
| 2010  | Bruno Enna           | José Antonio Muñoz          | Massimo De Vita        |
| 2011  | Pasquale Ruju        | Bruno Brindisi              | Bruno Bozzetto         |
| 2012  | Antonio Serra        | Massimo Giacon              | Paolo Bacilieri        |
| 2013  | Daniele Brolli       | Igort                       | Andrea Freccero        |
| 2014  | Claudio Chiaverotti  | Gipi                        | Sandro Dossi           |

| Année | Écrivain            | Artiste humoristique | Réalisation d'une vie | Talent italien prometteur |
| ----- | ------------------- | -------------------- | --------------------- | ------------------------- |
| 2015  | Roberto Recchioni   | Emiliano Mammucari   | Mirka Andolfo         | Sio                       |
| 2016  | Luigi Cavenago      | Moreno Burattini     | Danièle Caluri        | Matteo De Longis          |
| 2017  | Alessandro Bilotta  | Frédéric Bertolucci  | Giuseppe Camuncoli    | Greta Xella               |
| 2018  | Mino Milani         | Claudio Sciarrone    | Manuele Fior          | Stefano Zanchi            |
| 2022  | Giampiero Casertano | Stefano Turconi      | Thérèse Radice        | Éli 2B                    |
| 2023  | Davide Barzi        | Francesco D'Ippolito | Barbara Canepa        | Yi-Yang                   |